# Pablo Vitti
Pablo Ernesto Vitti (* 9. Juli 1985 in Rosario) ist ein argentinischer ehemaliger Fußballspieler. Neben der argentinischen besitzt er außerdem noch die italienische Staatsbürgerschaft.

## Vereinskarriere
Vitti stammt aus der Jugendmannschaft von Rosario Central, einem Fußballverein seiner Heimatstadt Rosario. Dort spielte er auch in der ersten Mannschaft von 2004 bis 2006 und wurde als äußerst viel versprechendes Talent gehandelt. Durch seine guten technischen Fähigkeiten galt er bei den hoffnungsvollen Argentiniern bereits als der neue Maradona und wurde bereits von zahlreichen europäischen Vereinen beobachtet. Erdrückt von dieser Last stagnierten die Leistungen Vittis dann jedoch. Im Jahr 2007 wurde der offensive Mittelfeldspieler für umgerechnet rund 3,5 Millionen Euro vom Ligakonkurrenten CA Banfield verpflichtet, konnte dort in 15 Spielen aber kein Tor erzielen. Seit Januar 2008 spielt er für den CA Independiente, wo er in der Clausura 2008 nur zu zwei Einsätzen kam. Für die Hinrunde der Saison 2008/09 wurde er deshalb an den ukrainischen Erstligisten Tschornomorez Odessa verliehen. Ab Januar 2009 spielte der Argentinier auf Leihbasis für den kanadischen Verein Toronto FC, der in der US-amerikanischen Major League Soccer spielt.
Anfang 2010 wechselte Vitti zu Universidad San Martín nach Peru. Dort gewann er mit seiner Mannschaft die Meisterschaft 2010. Anschließend wechselte er zu Ligakonkurrent Universitario de Deportes. Anfang 2012 zog es ihn zum Querétaro FC nach Mexiko. Dort konnte er sich nicht durchsetzen und Vitti heuerte schon Mitte 2012 bei LDU Quito in Ecuador an. Dort wurde er wieder zum Stammspieler und wurde Mitte 2013 vom argentinischen Erstligisten CA Tigre verpflichtet. Dort kam er nicht regelmäßig zum Einsatz und schloss sich Anfang 2015 Ligakonkurrent CA San Martín de San Juan an. Anfang 2016 wechselte er zu den All Boys in die Primera B Nacional, wo er jedoch nur zu drei Spielen kam.
Nach einem halbjährigen Engagement beim Veria FC in Griechenland beendete Vitti seine Spielerkarriere.

## Nationalmannschaft
Mit der U-20-Nationalmannschaft von Argentinien gewann Vitti 2005 die Junioren-Fußballweltmeisterschaft.

## Erfolge
- Junioren-Fußballweltmeister: 2005
- Canadian Championship: 2009